# Indulis Bilzēns
Indulis Bilzēns (* 27. April 1940 in Riga; Tod bekannt gegeben am 8. Mai 2024) war ein lettischer Multimediakünstler, Journalist und Aktivist.

## Leben
Indulis Bilzēns wurde 1940 in Riga geboren. Nach der Besatzung durch die Sowjetunion wurde sein Vater nach Sibirien deportiert. Bilzēns emigrierte nach Kriegsende mit seiner Mutter nach Deutschland, wo sich die Familie in Esslingen am Neckar niederließ.
Er studierte am King’s College in Cambridge Anglistik, an der Universität Bonn Medizinische Informatik und der Universität Stuttgart.
Bilzēns, der sich bewusst gegen die deutsche Staatsbürgerschaft entschied, war seit den 1960er Jahren politisch aktiv. Er engagierte sich in der 68er-Bewegung und in den 1970er Jahren auch in der deutschen Anti-Atomkraft-Bewegung. Als Journalist schrieb er für das Frankfurter Stadtmagazin Pflasterstrand und die Wochenzeitschrift Informations-Dienst zur Verbreitung unterbliebener Nachrichten (ID).
In den frühen 1980er Jahren gründete er in Köln den Medien-Kleinverlag Bräunungsstudio Malaria und organisierte Paul-Klee-Ausstellungen in Riga und Berlin. Während der Perestroika lernten Bilzens und Micky Remann die Musiker der lettischen Experimentalband NSRD kennen und schlossen sich den Aktivitäten der Gruppe an. 1989 organisierte Bilzēns gemeinsam mit der Neuen Gesellschaft für Bildende Kunst die Ausstellung Riga: Lettische Avantgarde. 1990 brachte er lettische Künstler für die Ausstellung Unerwartete Begegnung (lettische klassische Malerei) nach Berlin.
Über William Röttger, den Bilzēns noch von der gemeinsamen Arbeit beim Frankfurter ID kannte, kam er Mitte der 1980er Jahre in Kontakt zur frühen Berliner Techno-Szene. Dort lernte er auch den jungen WestBam kennen und war in die Gründung des Labels Low Spirit involviert. Von Indulis gemachte Aufnahmen eines Auftritts von WestBam inspirierten den lettischen Musiker Roberts Gobziņš zum Erstellen eigener Techno-Tracks unter dem Pseudonym EastBam. Bilzēns organisierte dann auch WestBams ersten Auftritt in Lettland. Auch in die Organisation der ersten Loveparades und Mayday-Raves war Bilzēns involviert.
Als Multimediakünstler war er unter anderem an Projekten der Performance-Gruppe Minus Delta t beteiligt. Für Van Gogh TV wirkte er 1992 gemeinsam mit WestBam, Karel Dudesek, Benjamin Heidersberger und Salvatore Vanasco am Projekt Piazza Virtuale während der Documenta IX mit.
Anfang Mai 2024 wurde bekannt, dass Bilzēns nach einer Krankheit im Alter von 84 Jahren in Frankfurt am Main gestorben ist.

## Schriften
- Indulis Bilzens, Jürgen Holtfreter, Neue Gesellschaft für Bildende Kunst: Riga: Lettische Avantgarde. Elefanten Press, Berlin, 1988, 84 Seiten, ISBN 3-88520-286-7
- Indulis Bilzens (Hrsg.): Unerwartete Begegnung: lettische Avantgarde 1910-1935. Neuen Gesellschaft für Bildende Kunst, Wienand, Köln, 1990, 209 Seiten, ISBN 3-87909-250-8

## Hörspiel
- Tod eines Endverbrauchers oder Wie finde ich denn das von Gábor Altorjay, Indulis Bilzēns und Hein Bruehl. Regie: Bruehl. WDR, 1974